# Bechtersweiler
Bechtersweiler (mundartlich: Bechdǝschwilǝr, Beǝtǝschwilǝr) ist ein Gemeindeteil der bayerisch-schwäbischen Großen Kreisstadt Lindau (Bodensee).

## Geografie
Das Dorf liegt 6,5 Kilometer nordwestlich der Lindauer Insel. Nördlich und westlich der Ortschaft verläuft die Ländergrenze zu Tettnang und Kressbronn am Bodensee in Baden-Württemberg. Südlich von Bechtersweiler fließt der Nonnenbach.

## Ortsname
Der Ortsname stammt vom mittelhochdeutschen Personennamen Berhtram und bedeutet Weiler des Berahtram.

## Geschichte
Bechtersweiler wurde erstmals urkundlich Mitte des 13. Jahrhunderts mit in Bertrameswiler bzw. ze Berhtramswiler erwähnt. Der Ort gehörte einst zum äußeren Gericht der Reichsstadt Lindau.

## Baudenkmäler
- Bechtersweiler 31: Ehemaliges Isnyer Abtshaus, zweigeschossiger Walmdachbau, bezeichnet 1556 und 1754. Aktennummer: D-7-76-116-396.

Siehe: Liste der Baudenkmäler in Bechtersweiler

## Persönlichkeiten
- Jeannine Le Brun (1915–1977), Fotografin, wuchs in Bechtersweiler auf